# Systena frontalis
Espèce
L'altise à tête rouge (latin : Systena frontalis, anglais : Red-headed flea beetle, cranberry flea beetle) est une espèce d’insectes coléoptères de la famille des Chrysomelidae originaire de l'Amérique du Nord. Il peut atteindre approximativement 6,5 mm de long.
Cet insecte phytophage est considéré nuisible pour les cultures, notamment le blé et la luzerne. Il n'hésitera à bondir pour fuir le danger.

## Description
Elle se distingue aisément à sa tête bourgogne. Sa livrée est noire, aux reflets vert luisant. Ses antennes atteignent presque la moitié du corps. Sa tête est conique et bourgogne, ses yeux proéminents et relativement plats. Son pronotum est conique, court et plus large que la tête. Ses élytres fermées forment une ogive nettement bombée dans sa partie postérieure. Le limbe est quelque peu saillant, telle une fine bordure. Ses pattes sont longues, et les fémurs musclés.

## Cycles
Les œufs sont pondus individuellement dans le sol. Ils sont jaune pâle, ovoïdal et atteignent 0,9 mm de long. L’éclosion survient au mois de juin.
La larve se distingue à sa tête brunâtre, au corps cylindrique, blanc crème et finement pubescent. Sa pointe apicale est pourvue d’une petite touffe de poils. Elle nécessite 3 phases de développement et peut atteindre de 5 à 10 mm de long.
Le stade adulte est atteint au mois de juillet. Les générations ne sont pas chevauchantes. 

## Alimentation
La larve se nourrit des racines et radicelles, et l’adulte s’alimente des feuilles en les perforant. Il peut même occasionner des dommages importants aux cultures.

## Nuisible
Outre les champs de Blé et de Luzerne, il peut également ravager le Bleuet en corymbe et la Canneberge à gros fruits, tous deux de la famille des Ericaceae, l’Eupatoire maculé (famille des Asteraceae) et la Spirée tomenteuse (famille des Rosaceae).

## Contrôle
On connaît peu de moyens de contrôle naturel qui soit efficace, et l'Altise à tête rouge semble échapper à ces mesures. Seuls les insecticides employés pour les champs de Canneberge se sont avérés efficaces.
Les œufs et les larves peuvent vivre longtemps immergés.

## Galerie

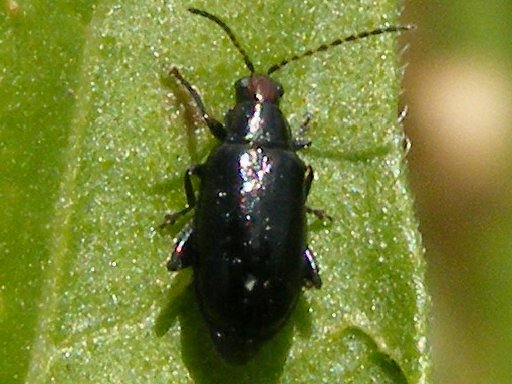
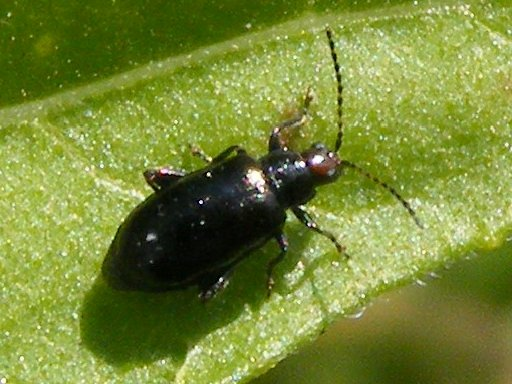
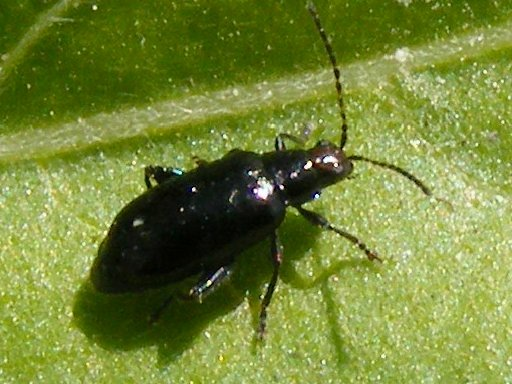